# Petr Wittlich
Petr Wittlich (* 23. května 1932 v Českých Budějovicích) je český historik umění a autor řady odborných publikací v oboru dějiny umění.

## Základní životopis
Petr Witllich se narodil 23. května 1932 v Českých Budějovicích. Pochází z umělecky zaměřeného prostředí: jeho otec v 16 letech odešel z domu s kočovnou hereckou společností, matka byla dcerou hudebníka z herecké skupiny paní Zellnerové. Do základní školy docházel v Telči (nastoupil do 1. třídy v září roku 1938 – období mnichovské krize). Původně chtěl být malířem. Jak sám říká, žádná velká osobnost v době jeho mládí ho nijak zásadně neovlivnila; důvodem byla silná vlna emigrace významných osob tehdejší československé společnosti po roce 1948.
V roce 1951 úspěšně vykonal přijímací řízení na Filozofickou fakultu Univerzity Karlovy na obor Dějiny umění (aniž o tom byl předem informován, musel krom odborné zkoušky absolvovat i druhou, politickou zkoušku). Jeho studium na FF UK bylo pochopitelně poznamenáno politickými názory 50. let, řada odborníků musela své působení na univerzitě ukončit, aby mohli být nahrazeni politicky „spolehlivějšími“ lidmi; samozřejmě nemohl za uměním cestovat a tak většinu děl poznal pouze skrze reprodukce.
Přes nepřízeň doby se snažil být vždy ve styku i tzv. „neoficiálním uměním“ – např. skupina „Máj“ (1957), skupina „konfrontací“ (Mikuláš Medek, Jan Koblasa a řada dalších). Zájem o umělce na „černé listině“ bylo pro tehdejší politický režim nežádoucí, proto když jednou Petr Wittlich napsal do časopisu Umění článek o moderním sochařství (umělci jako např. Zdeňka Fibichová, Vladimír Preclík, Olbram Zoubek, Eva Kmentová a další), příspěvek nakonec nevyšel.
Svá vysokoškolská studia dokončil v roce 1956, absolvoval prací o Janu Štursovi. Poté začíná na UK jeho dlouholetá kariéra asistenta. Habilitační práci odevzdal v roce 1969, ale o rok později mu byla vrácena a označena jako politicky nevhodná, proto byl odborným asistentem celých 30 let.
Wittlich se snažil dějiny umění obhajovat, podporovat zájem o památkovou péči a kulturu jako takovou i v době normalizace, kdy byl tento obor považován téměř za imperialistickou pavědu. Jeho specializací je především moderní umění, zejména secese. Jeho kniha s názvem Česká secese, která vyšla v roce 1982 v nakladatelství Odeon dokonce vyšla na tehdejší dobu ve fantastickém nákladu 20 000 kusů a dodnes patří mezi nejucelenější a nejkomplexnější publikace pojednávající o tomto originálním uměleckém proudu.
Ve svých textech často využívá příležitosti pro popularizaci umění a kultury, také se snaží poukazovat na nedostatky v české legislativě v souvislosti s ochranou kulturních a uměleckých památek a několikrát se svými dopisy snažil apelovat na naše politiky, aby co nejdříve došlo ke změně.
V devadesátých letech se stal přednostou čs. sekce Mezinárodní asociace výtvarných kritiků AICA a Uměleckohistorické společnosti v českých zemích. Je nositelem Medaile F. Palackého AV ČR, stříbrné medaile FF UK, zlaté medaile UK, Medaile za zásluhy o stát v oblasti umění a kultury a laureátem Ceny Ministerstva kultury. Dodnes přispívá do řady našich i zahraničních odborných časopisů.

## Přehled titulů, vědeckých hodností a míst odborné působnosti
Praxe od ukončení vysokoškolského studia:
- 1956–1959 Katedra dějin umění FF UK, asistent
- 1959–1990 Katedra dějin umění FF UK, odborný asistent
- 1990–1992 Katedra dějin umění FF UK, docent
- od r. 1992 – Katedra dějin umění FF UK, profesor
- 1992–2000 Ústav pro dějiny umění FF UK, profesor a ředitel ústavu

Vědecké hodnosti:
- 1967 – CSc. kandidát věd o umění, PhDr. doktor filozofie
- 1971 – prom. hist.
- 1973 – PhDr.
- 1990 – docent pro obor teorie a dějiny výtvarného umění
- 1992 – profesor pro obor dějiny výtvarného umění
- 1993 – docent pro obor teorie a dějiny umění
- 1994 – profesor pro obor teorie a dějiny umění

Působení v zahraničí:
- 1996 – hostující profesor na École pratique des Hautes Études na pařížské Sorbonně
- 1996 – Workshop Modern Culture and the Ethnic Artefact, Internationales Forschungszentrum Kulturwissenschaften Wien
- 1997 – Allemands, Juifs et Tcheques á Prague, 1890–1924, Université Paul Valéry, Montpellier
- 1998 – Josef Váchal, Institut des Études Slaves na pařížské Sorbonně

Dnešní pozice:
Univerzita Karlova, filozofická fakulta, Ústav pro dějiny umění
Vyučované předměty na FF UK, katedra dějin umění:
- Umění 20. století
- Umění novodobé
- Teorie umění
- Seminář dějin umění 20. století I.
- Přehled dějin evropského umění
- Diplomní seminář
- školitel doktorandů

## Nejvýznamnější publikace
- WITTLICH, Petr. České sochařství ve XX. století: 1890 - 1945. 1. vyd. Praha: Státní pedagog. nakl., 1978, 246 s.
- WITTLICH, Petr. Česká secese. 1. vyd. Praha: Odeon, 1982, 379 s.
- WITTLICH, Petr. Prague Art Nouveau. Europalia 98, Bruxelles 1998. Koncepce a realizace velké mezinárodní výstavy českého secesního umění. Praha: Karolinum, 2007, 136 s.
- WITTLICH, Petr. Sochařství české secese. 1. vyd. Praha: Nakladatelství Karolinum, 2000, 427 s. ISBN 80-7184-973-1.

### Česká secese
- WITTLICH, Petr. Česká secese. 1. vyd. Praha: Odeon, 1982, 379 s.

Kniha pojednává o vývoji secese ve výtvarném umění i architektuře v Čechách, podává ucelený obraz období přelomu 19. a 20. století. Publikace je výjimečná už jen svým členěním – vše je rozděleno tematicky, nikoli chronologicky nebo podle jednotlivých uměleckých oborů, jak bývá obvykle zvykem. Petr Wittlich klade také důraz na výklad secese nejen jako uměleckého směru, ale i jako životního stylu. Původní význam pojmu secese totiž nebyl umělecký, ale morální.
Přestože umělecké zaměření jednotlivých spolků se od počátku dosti lišilo, tento morální význam je spojoval; vyjadřovali jím obecný nárok na svobodu, snahu překonat všechno staré, dokonce touhu překonat podobu přírody a posunout ji někam dále pomocí tohoto nového uměleckého směru. V knize je zdůrazňována především stylotvornost a potenciál nového proudu, v pozdějších publikacích Petra Wittlicha je ale zmiňována i velká rozmanitost a mnohotvárnost.
V celé publikaci je znát pečlivost a dlouhodobý zájem autora o toto téma, který sahá až do počátku šedesátých let. Celosvětová pozornost věnovaná Alfonsu Muchovi a tématu české secese obecně v celé řadě cizojazyčných publikací napomohlo umožnění realizace tohoto výjimečného projektu a pojmutí celého období v širším evropském kontextu. Možná právě proto vyšla kniha (na odbornou literaturu) v nezvykle vysokém nákladu 20 000 kusů a stala se velice oblíbenou i mezi laickou společností, což se běžně nestává.